# 호로국
호로국(戶路國)은 진한의 12국 중의 하나이다. 지금의 대한민국 경상북도 상주시 함창읍, 또는 경상북도 영천시 주위에 위치했었을 것으로 추정되며, 3세기 이후까지 성장하다가 신라에 복속되었다.